# Andrew Kerins
Andrew Kerins, meglio noto con il nome religioso Fratello Walfrid (Ballymote, 18 maggio 1840 – Cloghboley, 17 aprile 1915), è stato un religioso irlandese, fondatore della squadra calcistica scozzese del Celtic.

## Biografia

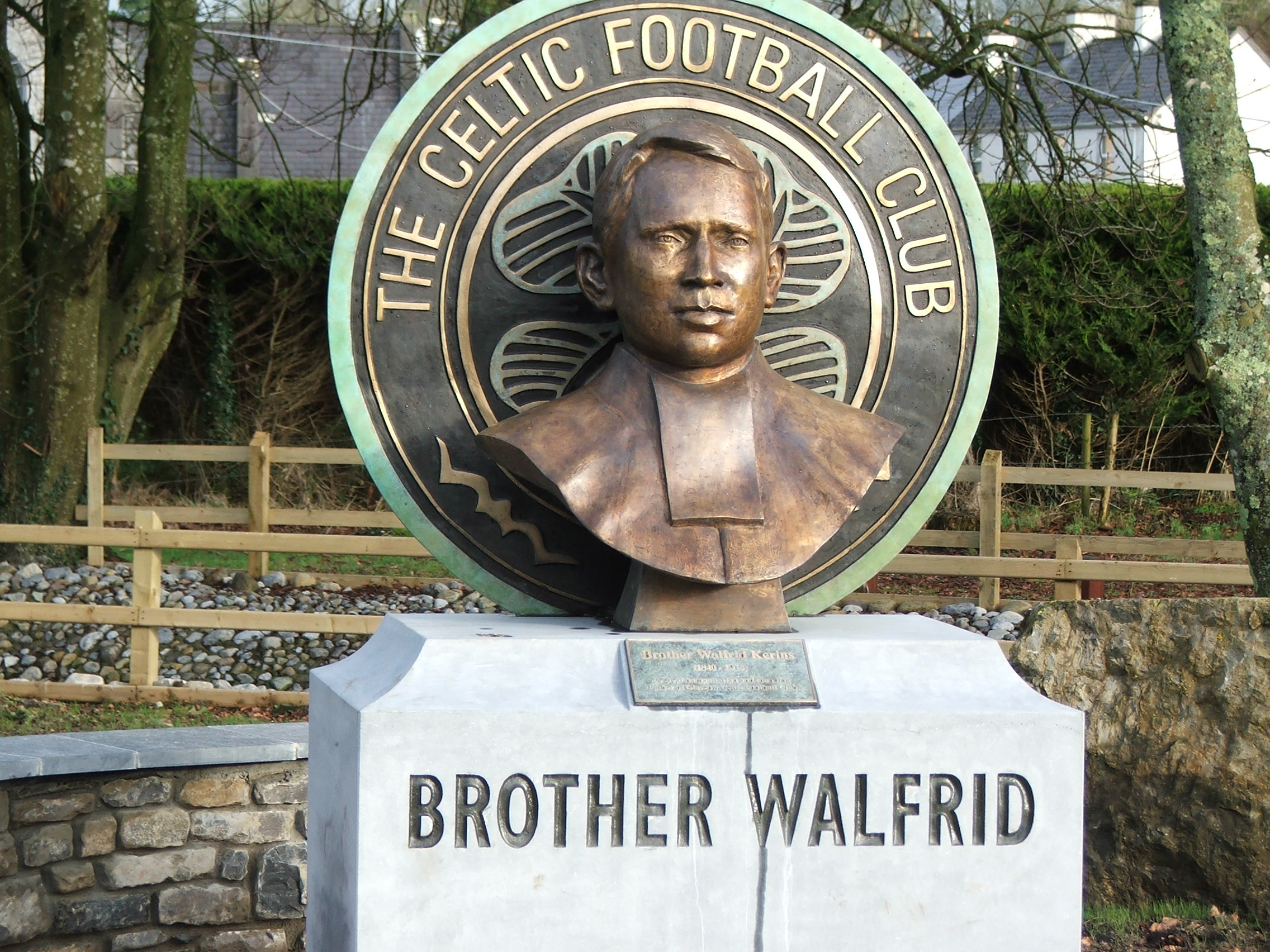
Statua commemorativa a Ballymote

Walfrid nacque da John Kerins e da Elizabeth Flynn a Ballymote, un villaggio nel sud della contea di Sligo nel nord ovest dell'Irlanda. Andrew studiò per diventare insegnante e nel 1864 entrò nella congregazione dei Fratelli Maristi (FMS). Si trasferì in Scozia nel 1870 ed entrò alla St. Marys School e successivamente alla Sacred Heart School dove divenne preside nel 1874.
Nel 1888, fondò il Celtic Football Club con lo scopo di raccogliere fondi per i poveri e gli orfani che vivevano nella zona est di Glasgow. Nel 1893 Walfrid fu mandato dalla sua congregazione religiosa alla London's East End. Qui continuò il suo lavoro, organizzando partite di calcio per i meno abbienti nel quartiere di Bethnal Green e di Bow. L'azione di volontariato di Walfrid fu chiamata The Poor Children's Dinner Table.
Andrew Kerins morì il 17 aprile del 1915, lasciando un fratello, Bernard, a Cloghboley, nella contea di Sligo. Venne seppellito nel cimitero sul monte St. Michael a Dumfries.

## Commemorazioni

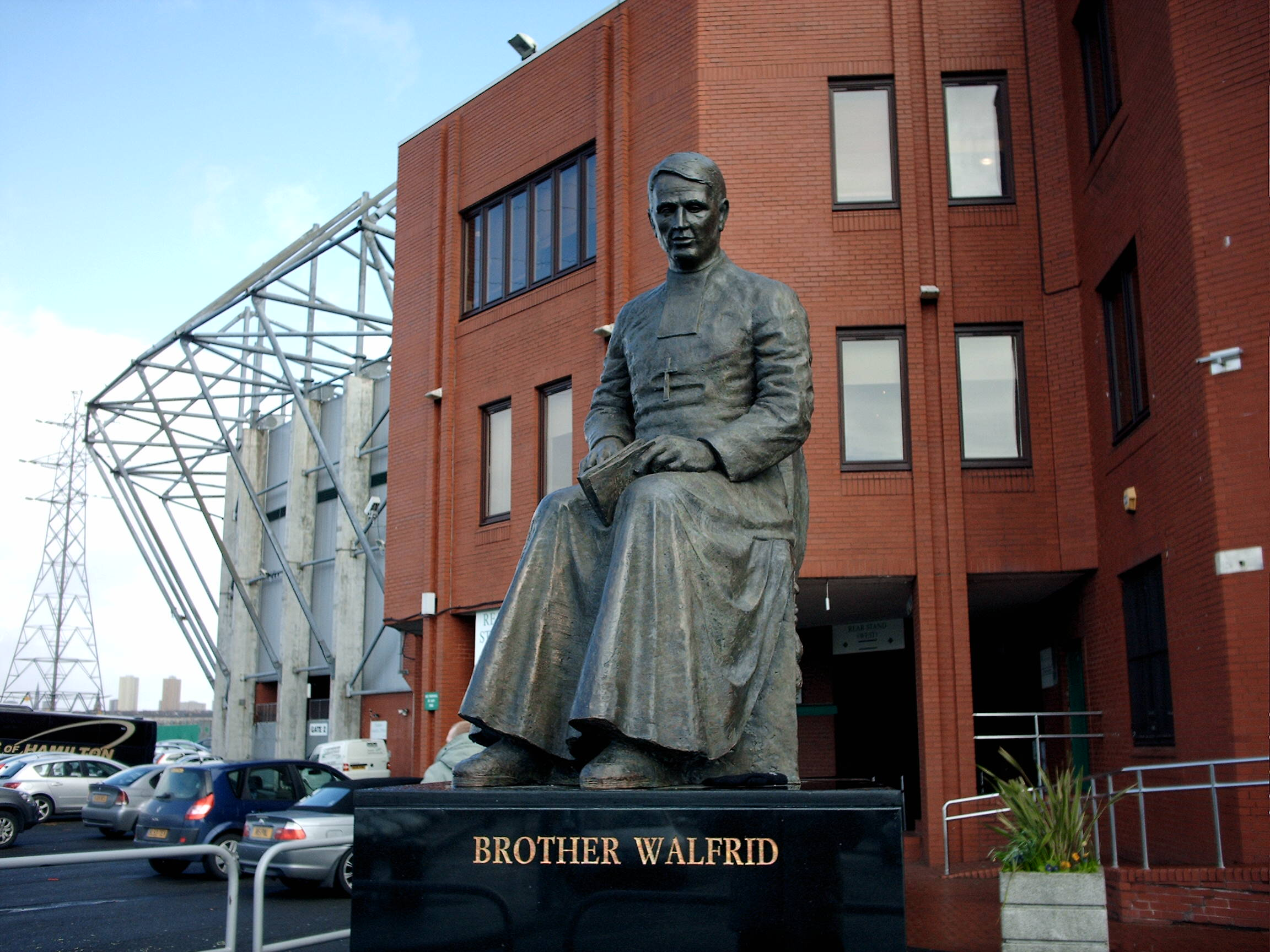
Statua in onore di Fratello Walfrid all'entrata del Celtic Park.

Una statua commemorativa di Walfrid fu eretta al di fuori del Celtic Park il 5 novembre del 2005, mentre un'altra fu eretta nel 2005 nella sua città natale di Ballymote, all'interno del parco pubblico.